# Paul Rogers (musicien)
 (janvier 2025).
La mise en forme du texte ne suit pas les recommandations de Wikipédia : il faut le « wikifier ».
Les points d'amélioration suivants sont les cas les plus fréquents :
- Les titres sont pré-formatés par le logiciel. Ils ne sont ni en capitales, ni en gras.
- Le texte ne doit pas être écrit en capitales (les noms de famille non plus), ni en gras, ni en italique, ni en « petit »…
- Le gras n'est utilisé que pour surligner le titre de l'article dans l'introduction, une seule fois.
- L'italique est rarement utilisé : mots en langue étrangère, titres d'œuvres, noms de bateaux, etc.
- Les citations ne sont pas en italique mais en corps de texte normal. Elles sont entourées par des guillemets français : « et ».
- Les listes à puces sont à éviter, des paragraphes rédigés étant largement préférés. Les tableaux sont à réserver à la présentation de données structurées (résultats, etc.).
- Les appels de note de bas de page (petits chiffres en exposant, introduits par l'outil «  Source ») sont à placer entre la fin de phrase et le point final[comme ça].
- Les liens internes (vers d'autres articles de Wikipédia) sont à choisir avec parcimonie. Créez des liens vers des articles approfondissant le sujet. Les termes génériques sans rapport avec le sujet sont à éviter, ainsi que les répétitions de liens vers un même terme.
- Les liens externes sont à placer uniquement dans une section « Liens externes », à la fin de l'article. Ces liens sont à choisir avec parcimonie suivant les règles définies. Si un lien sert de source à l'article, son insertion dans le texte est à faire par les notes de bas de page.
- La présentation des références doit suivre les conventions bibliographiques. Il est recommandé d'utiliser les modèles {{Ouvrage}}, {{Chapitre}}, {{Article}}, {{Lien web}} et/ou {{Bibliographie}}. Le mode d'édition visuel peut mettre en forme automatiquement les références.
- Insérer une infobox (cadre d'informations à droite) n'est pas obligatoire pour parachever la mise en page.

Pour une aide détaillée, merci de consulter Aide:Wikification.
Si vous pensez que ces points ont été résolus, vous pouvez retirer ce bandeau et améliorer la mise en forme d'un autre article.
Pour les articles homonymes, voir Paul Rogers et Rogers.
Paul Rogers, né le 20 avril 1956 à Luton (Bedfordshire) est un bassiste britannique de jazz.

## Biographie
Après avoir découvert la guitare à douze ans, il se met à la basse deux ans plus tard, puis à la contrebasse en 1973.
Il déménage pour Londres en 1974. Il se produit tout d'abord dans des pubs et y fait la connaissance du saxophoniste Mike Osborne, par lequel il découvre la scène free jazz locale. Il collabore alors avec des musiciens tels que Keith Tippett, Elton Dean, John Stevens (de), Howard Riley (de), Stan Tracey, Ken Hyder (de), Alan Skidmore, Evan Parker, Tony Marsh, Kenny Wheeler ou John Etheridge (de).
En 1984 il fait partie d'un trio avec le batteur Tony Levin (en) et les saxophonistes Alan Skidmore ou Paul Dunmall. En 1988 le pianiste Keith Tippett rejoint le trio Dunmall/Rogers/Levin pour former le groupe Mujician (en).
De 1986 à 1988, Paul Rogers s'installe aux Etats-Unis, à New York, il réside dans le Bronx et joue avec Gerry Hemingway (de), Don Byron, Myra Melford, Mark Dresser (de), et Tom Cora.
De retour en Europe, Pip Pyle l'intègre à son nouveau quartet Equip’Out. Le saxophoniste Elton Dean et la pianiste Sophia Domancich y participent également. Le quartet enregistre un album intitulé Up! mais se dissout. Rogers continue sa collaboration avec Sophia Domancich : il joue dans son trio aux côtés du batteur Bruno Tocanne. Cette formation joua ensemble jusqu'en 1999 et enregistra plusieurs albums.
Désormais basé en France, Rogers travaille avec Michel Doneda, Daunik Lazro et Ramón López, tout en continuant à jouer avec Andrew Cyrille, John Zorn, Derek Bailey, Lol Coxhill, Barry Guy, Joachim Kühn, Alexander von Schlippenbach ou Uwe Oberg (de).

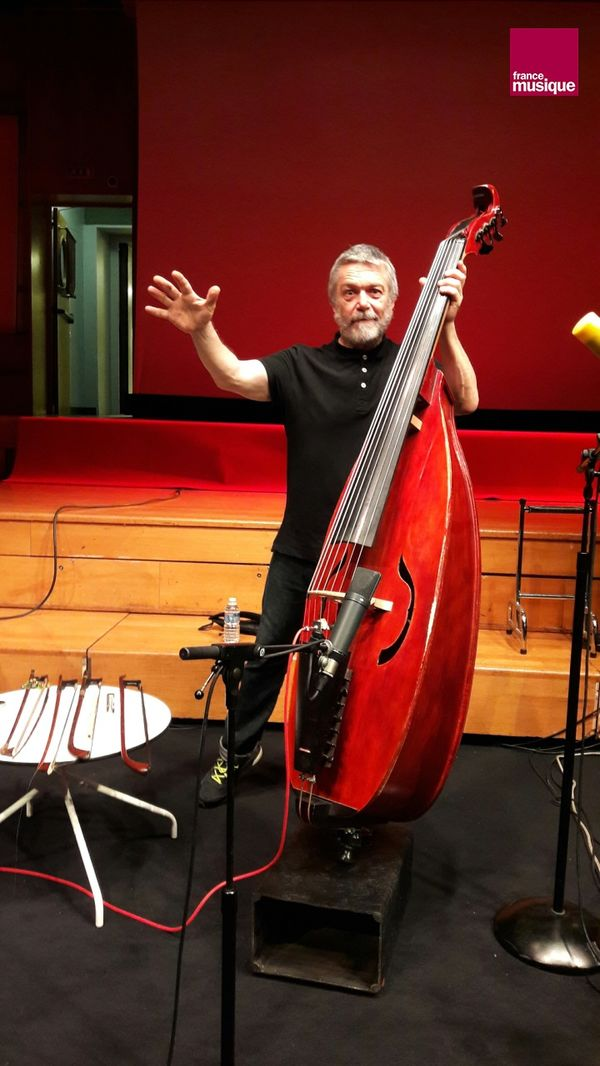
Paul Rogers au studio 106 de Radio France, © Radio France / Soizic Noël

Paul Rogers compose et a enregistré des albums solo.

## Un instrument Unique
Depuis 2003, Paul Rogers a conçu et fait réaliser par Antoine Leducq, un instrument unique : Une contrebasse à 7 cordes avec 14 cordes sympathiques.
La première idée pour cet instrument était de le rendre facile à transporter. Ayant commencé avec une contrebasse à 5 cordes en 1994, il a ensuite décidé d'en ajouter deux supplémentaires. La touche est plus grande pour accueillir ces trois cordes : Une plus basse "B" et deux cordes plus élevées un "C" et "F".
Cela lui permet de proposer une plus grande palette sonore. Il y a aussi quatorze sympathiques. La musique de Paul Rogers est désormais spécialement écrite pour cet instrument, qui est inspiré de l'antique contrebasse viole de gambe.

## Projets en cours
- Improvisations "solo"
Lien vers l'émission de France Musique "A l'improviste",
(enregistrée le 14 janvier 2012 au studio 106 de la Maison de Radio France. Présentation : Anne Montaron)
- Duo avec Sylvain Kassap (Clarinettes)
Lien vers l'émission de France Musique "A l'improviste",
(enregistrée le lundi 12 janvier 2015 à 19h au studio 106 de la Maison de Radio France. Présentation : Anne Montaron)
- « E.n.A. » Duo électronique avec Santiago Quintans
Lien vers l'émission de France Musique "A l'improviste",
(enregistrée le lundi 9 janvier 2017 à 19h au studio 106 de la Maison de Radio France. Présentation : Anne Montaron)

## Discographie sélective
| Musiciens - Titre de l'album | Label                       | Année |
| John Stevens, Mike Osborne, Paul Rogers - Live at the Plough (cd) | Ayler Records               | 1979  |
| Ken Hyder, John Rangecroft, Paul Rogers - The white light (cd) | Vinyl                       | 1979  |
| Rob Koral, Chris Mills, Paul Rogers, Geoff Serle - Rising (LP) | View                        | 1980  |
| Kieth Tippett, Larry Stabins, Elton Dean, Mark Charig, Nick Evans, Tony Levin, Paul Rogers - A Loose Kite (cd) | Ogun                        | 1984  |
| Paul Rogers, Paul Dunmall - Invisibles (Cass, Album) | Invisible Music Productions | 1988  |
| Chris Green, Mervyn Africa, Thebe Lipere, Paul Rogers, Paul Hession - Out Of The Window (LP) | Prime                       | 1988  |
| Elton Dean, Howard Riley, Paul Rogers, Mark Sanders - Elton Dean / Howard Riley Quartet* - All The Tradition (CD, Album) | Slam Productions            | 1990  |
| Louis Moholo, Thebe Lipere, Claude Deppa, Sean Bergin, Steve Williams, Frank Douglas, Paul Rogers - Exile (cd) | Ogun                        | 1990  |
| Denis Gonzalez, Carlos Ward, Tim Green, Louis Moholo, Paul Plimley, Paul Rogers – (cd) | Konnex                      | 1990  |
| Pip Pyle, Elton Dean, Sophia Domancich, Paul Rogers - UP (cd) | G.M.                        | 1990  |
| Paul Dunmall, Keith Tippett, Tony Levin, Paul Rogers and the Georgian Ensemble - The Bristol Concert (CD, Album) | What 7                      | 1991  |
| Tony Bevan, Paul Rogers, Steve Noble - Bigshots (CD, Album) | Incus                       | 1992  |
| Paul Dunmall, Keith Tippett, Tony Levin, Paul Rogers – The Journey (CD, Album) | Cuneiform Records           | 1992  |
| Dedication Orchestra - Spirits Rejoice (cd) | Ogun                        | 1992  |
| Paul Rogers, Paul Dunmall, Tony Levin, Simon Pickard, Jon Corbett, John Adams - Babu (CD, Album) | Slam Productions            | 1993  |
| Simon Picard, Paul Rogers, Tony Marsh - News From The North (CD, Album) | Intakt Records              | 1993  |
| Paul Dunmall, Keith Tippett, Tony Levin, Paul Rogers – Poem about the hero (CD, Album) | Cuneiform Records           | 1993  |
| Dedication Orchestra - Ixesha (cd) | Ogun                        | 1994  |
| Paul Dunmall, Paul Rogers - Folks (CD, Album) | Slam Productions            | 1995  |
| Paul Rogers - Heron Moon (CD, Album) | Rare Music                  | 1995  |
| Doneda, Rogers, Lê Quan - Open Paper Tree (CD, Album) | FMP                         | 1995  |
| Sam Rivers, Noël Akchote, Tony Hymas, Paul Rogers, Jacques Thollot - Configuration (CD, Album) | Nato                        | 1996  |
| Paul Rutherford & Paul Rogers - Rogues (CD, Album) | Emanem                      | 1996  |
| Paul Dunmall, Paul Rogers - Folks History (4 CD box) | DUNS                        | 1996  |
| Paul Dunmall, Paul Rogers, Tony Levin, Simon Pickard, Gethin Liddington, Annie Whitehead, Chris Bridges, Kieth Tippett - Desire and Liberation (CD, Album)                                                                                                | Slam Productions            | 1996  |
| Paul Dunmall, Keith Tippett, Tony Levin, Paul Rogers – Birdman (CD, Album) | Cuneiform Records           | 1996  |
| Noël Akchote, Mark Sanders, Evan Parker, Paul Rogers - Somewhere Bi-Lingual (CD, Album) | Siesta Records              | 1997  |
| Elton Dean, Paul Dunmall, Tony Levin, Paul Rogers, Roswell Rudd, Keith Tippett - Bladik (CD, Album) | Cuneiform Records           | 1997  |
| Paul Dunmall, keith Tippett, Tony Levin, Paul Rogers – Colours Fulfilled (CD, Album) | Cuneiform Records           | 1998  |
| Keith Tippett Tapestry Orchestra - Live at Le Mans (CD, Album) | Redeye                      | 1998  |
| Paul Dunmall, Paul Rogers, Tony Levin, Simon Pickard, Gethin Liddington, Annie Whitehead, Chris Bridges, Kieth Tippett - Bebop Starburst (CD, Album) | Slam Productions            | 1999  |
| John Law, Paul Rogers, Mark Sanders : Atlas - Trio Improvisations (CDr, Album) | Cornucopia                  | 2000  |
| Paul Dunmall, Simon Pickard, Paul Rutherford, Hilary Jeffries, Gethin Liddington, Keith Tippett, Tony Levin, Paul Rogers – Great Divide (CD, Album) | Cuneiform Records           | 2000  |
| Paul Dunmall, Paul Rogers - Ja Ja Spoon (CD, Album) | DUNS                        | 2001  |
| Paul Dunmall, Paul Rogers - Alien Art (CD, Album) | DUNS                        | 2001  |
| Paul Dunmall, Philip Gibbs, Paul Rogers, Tony Levin - Simple Skeletons (CDr, Album) | DUNS                        | 2001  |
| Paul Rogers - Listen (CD, Album) | Emanem                      | 2002  |
| Paul Dunmall, Paul Rogers, Philip Gibbs - The State of Moksha (CD, Album) | DUNS                        | 2002  |
| Paul Dunmall, Paul Rogers, Philip Gibbs - The State of Moksha - Live (CD, Album) | DUNS                        | 2002  |
| Paul Dunmall, Paul Rogers, Tony Bianco - Hour Glass (CD, Album) | Emanem                      | 2002  |
| Ivo Perelman Featuring Louis Sclavis With Paul Rogers, Ramon Lopez* & Christine Wodrascka -The Ventriloquist (CD, Album) | Leo Records                 | 2002  |
| Paul Dunmall, Keith Tippett, Tony Levin, Paul Rogers – Spacetime (CD, Album) | Cuneiform Records           | 2002  |
| Anouar Brahem, Orchestre National de Jazz (Paul Rogers) - Charmediterranéen (CD, Album) | ECM records                 | 2002  |
| Paul Dunmall, Paul Rogers - Awareness response (CD, Album) | DUNS                        | 2003  |
| Paul Dunmall, Paul Rogers - Log Cabins (CD, Album) | DUNS                        | 2003  |
| Paul Dunmall - Paul Rogers - Kevin Norton - Rylickolum : For Your Pleasure (CD, Album) | CIMP                        | 2003  |
| Didier Lasserre / Sylvain Guérineau / Paul Rogers - Dont Acte (CD, Album) | Amor Fati                   | 2003  |
| Paul Dunmall, Paul Rogers, Philip Gibbs, Neil Metcalfe - It's Abit Nocturnal (CDr, Album) | DUNS                        | 2003  |
| Paul Dunmall, Paul Rutherford, Malcolm Griffiths, Gethin Liddington, Simon Pickard, Kieth Tippett, Tony Levin, Paul Rogers – Bridges (CD, Album) | C.F.                        | 2003  |
| Paul Dunmall, Gethin Liddington, Simon Pickard, Paul Rutherford, Chris Bridges, Tony Levin, Mark Sandes, Brian Irvine, Hilary Jeffery, Keith Tippett, John Adams, Howard Cottle, Philip Gibbs, David Priseman, Paul Rogers – I wish you peace (CD, Album) | Cuneiform Records           | 2003  |
| Paul Dunmall - Paul Rogers - Kevin Norton - Go Forth Duck (CD, Album) | CIMP                        | 2004  |
| Paul Dunmall, Neil Metcalfe, Paul Rogers, Philip Gibbs - Not A Bit Like Coco (CDr, Album) | DUNS                        | 2004  |
| Paul Dunmall, Hammid Drake, Paul Rogers, Philip Gibbs - Love, Warmth and compassion (CD, Album) | FMR Records                 | 2004  |
| Rogers* / Ball* / Gibbs* / Impett* / Dunmall* - Undistracted (CDr, Album) | DUNS                        | 2004  |
| Paul Dunmall, Rhodri Davies, Paul Rogers, Philip Gibbs - Moksha Or Mocca (CDr, Album) | DUNS                        | 2004  |
| Paul Dunmall, Paul Rogers, Philip Gibbs - Nimes (CD, Album) | DUNS                        | 2004  |
| Paul Dunmall, Paul Rogers, Philip Gibbs - Don't take the magic out of Life (CD, Album) | DUNS                        | 2005  |
| Dunmall*, Rogers*, Gibbs*, Levin* - Thankyou Dorothy (CDr, Album) | DUNS                        | 2005  |
| Tony Levin, Paul Dunmall, Paul Rogers - Deep Joy (4xCDr, Album) | DUNS                        | 2005  |
| Paul Rogers, Paul Dunmall, Tony Bianco - Cosmic Craftsmen (CD, Album) | FMR Records                 | 2005  |
| Alex von Schlippenbach*, Paul Dunmall, Paul Rogers, Tony Bianco - Vesuvius (CD, Album) | Slam Productions            | 2005  |
| Paul Rogers, Kevin Norton, Nick Didkovsky - The Bright Lights The Big Day (CD, Album) | FMR Records                 | 2005  |
| Paul Rutherford, Paul Rogers, Julie Tippett, Keith Tippett - The First Full Turn (CD, Album) | Orkhestra                   | 2005  |
| Paul Dunmall, Paul Rogers - Distant (CD, Album) | FMR Records                 | 2006  |
| Paul Dunmall, Paul Rogers - Regeneration (CD, Album) | FMR Records                 | 2006  |
| Elton Dean. Paul Dunmall. Paul Rogers. Tony Levin - Elton (CDr, Album, Ltd) | DUNS                        | 2006  |
| Kenny Wheeler, Philipp Wachsmann, Evan Parker, Gerd Dudek, Paul Dunmall, Paul Rogers, John Edwards, Tony Marsh, Tony Levin - Free Zone Appleby 2005 (CD, Album)                                                                                           | PSI                         | 2006  |
| Gary Hassay* + Paul Rogers - To Be Free (CD, Album) | Konnex Records              | 2006  |
| Paul Dunmall, Trevor Taylor, Paul Rogers - Zoochosis (CD, Album) | FMR Records                 | 2006  |
| Paul Dunmall, Paul Rogers, Philip Gibbs, Hamid Drake - Peace And Joy (CD, Album) | Slam Productions            | 2006  |
| Paul Dunmall, Philip Gibbs, Roy Campbell, Daniel Carter, William Parker, Hamid Drake, Paul Rogers – Blown Away (CD, Album) | DUNS                        | 2006  |
| Paul Dunmall, Keith Tippett, Tony Levin, Paul Rogers – There's no going back now (CD, Album) | Cuneiform Records           | 2006  |
| Paul Dunmall, Paul Rogers, Tony Levin, Johannes Bauer - Bold Times (CD, Album) | Rare Music                  | 2007  |
| Philip Gibbs, Roy Campbell, Paul Dunmall, Daniel Carter, Paul Rogers, William Parker, Hamid Drake - Blown Away (2xCDr, Album, Ltd) | DUNS                        | 2007  |
| Paul Dunmall, Paul Rogers, Tony Levin - Deep joy trio live in Austria (CD, Album) | FMR Records                 | 2007  |
| Paul Rogers, Edward Perraud - Two Loose (CD, Album) | FMR Records                 | 2007  |
| Paul Rogers - Being (CD, Album, Ltd) | Amor Fati                   | 2007  |
| Gjerstad, Norton, Rogers - Antioch (4xFile, MP3) | Ayler Records               | 2007  |
| Paul Dunmall, Paul Rogers, Mark Sanders - Deep Whole (CD, Album) | FMR Records                 | 2007  |
| Simon Picard, Paul Dunmall, Paul Rogers, Christian Weber, Tony Levin - London Meets Altbüron (3xCDr, Album) | DUNS                        | 2008  |
| Fred Van Hove. Paul Dunmall. Paul Rogers. Paul Lytton - Asynchronous (CD, Album) | Slam Productions            | 2009  |
| Paul Dunmall, Hilary Jeffery, Trevor Taylor, Neil Metcalf, Tony Levin, Philip Gibbs, Paul Rogers – Freedom Orchestra (CD, Album) | FMR Records                 | 2009  |
| Philip Gibbs, Paul Dunmall, Tony Hymas, Paul Rogers, Neil Metcalfe, Tony Levin - Mumuksuta (CD, Album) | DUNS                        | 2010  |
| Paul Dunmall, Paul Rogers, Tony Bianco - Dig Deep trio (CD, Album) | FMR Records                 | 2010  |
| Paul Dunmall, Paul Rogers - Repercussions (CD, Album) | FMR Records                 | 2010  |
| Paul Rogers - An Invitation (CD, Album) | Rare Music                  | 2010  |
| Evan Parker, Paul Rogers, Mark Sanders, Jamie Muir, Wolter Wierbos - The Ayes Have It (CD, Album) | Emanem                      | 2010  |
| Tony Levin / Paul Dunmall / Johannes Bauer / Paul Rogers - Bold Times (CD, Album) | Rare Music, Rare Music      | 2011  |
| Noël Akchoté, Mark Sanders, Paul Rogers & Evan Parker - Somewhere Bi-Lingual (10xFile, MP3, Album, 256) | Noël Akchoté Downloads      | 2011  |
| Paul Dunmall, Paul Rogers, Philip Gibbs - Tribute to Tony Levin (CD, Album) | FMR Records                 | 2011  |
| Paul Dunmall, Phil Gibbs, Paul Rogers, Mark Sanders - Kithara (CD, Album) | FMR Records                 | 2011  |
| Paul Dunmall, Philip Gibbs, Neil Metcalfe, Paul Rogers - Sun Inside (CD, Album) | FMR Records                 | 2011  |
| Elton Dean, Paul Dunmall, Paul Rogers, Tony Bianco - Remembrance (2xCD, Album) | NoBusiness Records          | 2013  |
| Paul Dunmall, Paul Rogers, Philip Gibbs - The Clouds turned silver (CD, Album) | FMR Records                 | 2013  |
| Paul Dunmall, Paul Rogers, Mark Sanders - Paradise walk (CD, Album) | MPI                         | 2014  |
| Paul Rogers, Robin Fincker, Fabien Duscombs - Whahay (CD, Album) | Orkhestra                   | 2014  |
| Paul Rutherford, Paul Rogers, Nigel Morris - Gheim / Live at Bracknell 1983 (CD, Album) | Orkhestra                   | 2014  |